# Total Recall
Total Recall (conocida como Desafío total en España y El vengador del futuro en Hispanoamérica) es una película estadounidense de ciencia ficción de 1990 dirigida por Paul Verhoeven y protagonizada por Arnold Schwarzenegger y Michael Ironside. Fue escrita por Ronald Shusett, Dan O'Bannon, y Jon Povill. Ganó el Óscar a los Mejores efectos visuales y está basada en el relato corto Podemos recordarlo por usted al por mayor (1966) de Phillip K. Dick. Fue además la película con el presupuesto más alto producida por Hollywood hasta ese momento.
En 2012 se estrenó una nueva película basada en el relato de Dick, considerándose una nueva versión del cuento y no una adaptación, dadas las diferencias entre ambas.

## Argumento
En el año 2084, Douglas Quaid es un ciudadano corriente que trabaja como obrero de la construcción y vive en la Tierra junto a su esposa Lori, estando obsesionado por un sueño recurrente en el que pasea con una bella mujer por Marte. Como su esposa no desea ir de vacaciones al planeta rojo, ya que está plagado de terroristas, Quaid decide visitar Rekall, una compañía especializada en implantar falsos recuerdos; allí solicita que graben en su mente memorias de haber sido un agente secreto que salva a los colonos de Marte. Cuando se preparan para implantarle el recuerdo, Quaid entra en una violenta crisis vociferando ser un agente secreto al que se le ha descubierto su identidad secreta. Los técnicos descubren que parece haber sido objeto de un proceso previo de implantación de falsos recuerdos y concluyen que es peligroso inmiscuirse, por lo que lo sedan y lo envían de nuevo a casa tras borrar cualquier recuerdo de haber visitado sus oficinas.
Camino a casa Quaid es emboscado por algunos de sus amigos y colegas, quienes intentan matarlo debido al incidente en Rekall, sin embargo Quaid descubre que posee entrenamiento de combate con el que fácilmente asesina a todos. Una vez en casa es emboscado por su esposa y cuando consigue reducirla e interrogarla, descubre que su vida antes de los últimos meses son recuerdos falsos y, tanto ella como sus amigos, son agentes enviados allí para mantenerlo vigilado. El matrimonio también es una farsa, pues ella es en realidad la novia de Richter, el hombre que está detrás de estos ataques. 
Quaid escapa y mientras huye recibe un maletín de un hombre que dice ser un amigo del tiempo cuando vivía en Marte. Dentro del maletín encuentra una herramienta para quitar un rastreador implantado en su cráneo con el cual Richter lo ha estado siguiendo además de un vídeo que él mismo grabó donde le revela que en realidad se llama Hauser y solía trabajar para el administrador de Marte, Vilos Cohaagen, el hombre para quien trabaja Richter. Sin embargo, se enamoró de una mujer que lo hizo replantearse su vida y decidió no seguir haciendo el trabajo sucio para su jefe, quien mantiene oprimidos a los residentes aprovechando que controla el suministro de oxígeno de las colonias y el hecho de que ahora viva creyendo ser Douglas Quaid se debe a que fue descubierto por Cohaagen quien, temiendo a todos los secretos que Hauser sabía, prefirió lavarle el cerebro que matarlo. El vídeo insiste en que debe viajar a Marte para entregar la información guardada en su mente a los rebeldes, para poder acabar con Cohaagen.
Quaid llega a Marte y evita ser capturado por Richter y los agentes de Cohaagen; allí comienza a seguir las pistas dejadas por Hauser y contrata a un taxista llamado Benny como su chofer para que lo lleve a un prostíbulo llamado El último recurso en Villa Venus, la zona roja de la colonia, donde vive la gente pobre y los mutantes, personas afectadas por la mala calidad de vida que han desarrollado deformaciones físicas y algunas habilidades psíquicas. 
Allí descubre que, siendo Hauser, ya ha estado allí y recupera el contacto con Melina, la mujer mencionada en el video del maletín, una prostituta del distrito. Pero esta ya no confía en él por su abrupta desaparición y lo inverosímil que suena su explicación. Quaid vuelve al hotel donde se aloja y allí se encuentra con Lori y el Dr. Edgemar, una proyección del investigador jefe de Rekall, quien le dice que aún está dormido en la clínica y todo lo que ha experimentado desde su salida de Memory Call ha sido debido al fallo en la implantación de unos falsos recuerdos, pero que todo puede ser arreglado si ingiere una pastilla que le ofrece y así ellos podrán restaurar su mente al estado normal. Cuando va a tomar la pastilla ve que el Dr. Edgemar está sudando, nervioso, lo que Hauser interpreta como una señal de una trampa, entonces escupe la pastilla y lo mata. 
Mientras intenta escapar de los soldados de Cohaagen llega Melina, quien ha reflexionado sobre la historia de Quaid, y lo ayuda a escapar aunque en el proceso, Quaid mata a Lori. Mientras huyen, ella le explica que Kuato, líder de la resistencia, es un mutante con poderes mentales muy poderosos y puede liberar los recuerdos que le fueron suprimidos, por lo que junto a Benny escapan y se dirigen hacia el escondite de Kuato. Cohaagen se venga de los mutantes que han ayudado a escapar a Quaid cortando el suministro de aire a su distrito, causando lentamente que los habitantes mueran por asfixia. 
Quaid es llevado por las fuerzas de Kuato a un lugar privado para ver al mutante, un humanoide adherido al torso de otro hombre. El mutante sondea la mente de Quaid y ve entre los recuerdos de Hauser el descubrimiento por parte de Cohaagen bajo la ciudad de un gigantesco artefacto creado por una extinta civilización marciana hace millones de años que Cohaagen teme que sea activado o se divulgue su existencia. Nada más terminar de contarle esto, las fuerzas de Cohaagen junto con Benny, quien revela ser un infiltrado, matan a Kuato y capturan a Quaid y Melina.
Quaid es llevado ante Cohaagen, quien le explica que ha cumplido su misión con éxito ya que todo lo sucedido era un elaborado montaje para que Quaid pudiera conocer y delatar la identidad y localización de Kuato y así acabar con la resistencia desde su raíz. Como prueba, le muestra un video donde Hauser explica que todo fue un engaño y nunca ha dejado de estar de lado de Cohaagen. En realidad se ofreció como voluntario para infiltrarse y que posteriormente su memoria fuera borrada, ya que las habilidades psíquicas de los mutantes delataban a los espías, por lo que necesitaban infiltrar a alguien que no supiera que lo era. Cohaagen ordena que los recuerdos de Hauser sean restaurados y que la personalidad de Melina reescrita, pero ambos consiguen escapar.
Melina desea buscar una forma de restituir el sumistro de aire a Villa Venus antes que los residentes mueran, pero Quaid revela que lo que deben hacer es llegar al artefacto y activarlo, ya que su función es fundir el hielo del núcleo de Marte y liberar el oxígeno en la atmósfera para hacerla respirable. De esta forma, lograrán salvar a todos y quitar a Cohaagen el poder para oprimirlos. 
Al llegar a la sala de control del artefacto, tras acabar con Benny, Richter y el resto de sus hombres, Quaid consigue poner en marcha la máquina justo cuando Cohaagen, tratando de parar el artefacto, rompe un muro y los tres quedan expuestos a la atmósfera de Marte. Cohaagen muere por asfixia y descompresión explosiva, pero el artefacto comienza a generar oxígeno a tiempo para salvar de la muerte a Quaid, Melina y los colonos. Quaid y Melina se besan, mientras Quaid se pregunta si todo lo que ha pasado es verdad o una memoria de Rekall.

## Reparto
| Actor                 | Personaje              | Descripción | Doblaje en España                 | Doblaje en México       |
| --------------------- | ---------------------- | --- | --------------------------------- | ----------------------- |
| Arnold Schwarzenegger | Douglas Quaid / Hauser | Un trabajador de la construcción agobiado por una vida monótona que acude a Memory Call para vivir una aventura mediante recuerdos falsos. | Ernesto Aura                      | Blas García             |
| Rachel Ticotin        | Melina                 | Una prostituta de Marte, amiga de Quaid.                                                                                                   | Rosa María Hernández              | Andrea Coto             |
| Sharon Stone          | Lori Quaid             | La esposa de Quaid. | Teresa Manresa                    | Ángela Villanueva       |
| Ronny Cox             | Vilos Cohaagen         | El director de la colonia de Marte. | Jesús Ferrer                      | Carlos Rotzinger        |
| Michael Ironside      | Richter                | La mano derecha de Vilos Cohaagen. | Miguel Ángel Jenner               | Miguel Ángel Ghigliazza |
| Marshall Bell         | George / Kuato         | Líder mutante de la resistencia. | Pere Molina / Luis Posada Mendoza | Eduardo Borja           |
| Mel Johnson Jr.       | Benny                  | Conductor de taxi en la colonia. | Juan Fernández                    | Moisés Palacios         |
| Michael Champion      | Helm                   | Lugarteniente de Richter. | Eduardo Muntada                   | ¿?                      |
| Roy Brocksmith        | Dr. Edgemar            | Desarrollador y representante de Memory Call.                                                                                              | Adrià Frías                       | Carlos Petrel           |
| Ray Baker             | Bob McClane            | Vendedor de Memory Call. | Juan Carlos Gustems               | Carlos Becerril         |
| Rosemary Dunsmore     | Dra. Lull              | Programador jefe del laboratorio de Memory Call.                                                                                           | Julia Gallego                     | Alma Nuri               |
| Robert Costanzo       | Harry                  | Compañero de trabajo de Quaid. | Pepe Mediavilla                   | ¿?                      |
| Marc Alaimo           | Everett                | Jefe de las tropas de Cohaagen | Claudi García                     | ¿?                      |

## Producción
El productor Ronald Shusett compró los derechos de We Can Remember It for You Wholesale (en español: Podemos recordarlo por usted al por mayor), relato corto de Philip K. Dick, mientras el autor aún estaba vivo. En un principio pensó en Dan O'Bannon, el guionista de Alien, el octavo pasajero, como guionista de la película, pero no le gustó su idea sobre la película, aunque finalmente terminó aceptándola.
Con el guion escrito intentó buscar financiación, y el proyecto estuvo en distintas manos: Richard Dreyfuss y William Hurt en el papel principal y David Cronenberg y Bruce Beresford como directores. Arnold Schwarzenegger mostró interés en protagonizarla, pero Dino De Laurentiis, el productor que se había hecho con los derechos, no lo aceptó, eligiendo a Bruce Beresford como director y a Patrick Swayze como el papel protagonista. Cuando estaban construyendo los sets del decorado en Australia, la compañía de De Laurentiis se declaró en quiebra.
El colapso de la compañía de De Laurentiis permitió a Schwarzenegger entablar conversaciones con Carolco Pictures, quienes compraron los derechos de la película por tres millones de dólares y proporcionaron a Schwarzenegger un salario de diez millones de dólares más el quince por ciento de la taquilla. Además le permitieron ejercer un elevado control sobre la producción. Tuvo poder de veto con el productor, director, guion y compañeros de reparto. Eligió como director a Paul Verhoeven, quien había triunfado recientemente con RoboCop. Este trajo a sus colaboradores en Robocop, el actor Ronny Cox, el fotógrafo Jost Vacano, el diseñador de producción William Sandell y el diseñador de efectos especiales Rob Bottin.
La compañía Carolco Pictures produjo la película junto a TriStar Pictures. Con 65 millones de dólares la película de ciencia ficción fue la más alta en presupuesto hasta esa fecha. La distribución en Estados Unidos estuvo a cargo de TriStar Pictures, en Francia fue Canal+ France, en España Columbia Films, en Grecia Elliniki Kinimatografiki Enosi, en Italia Penta Film, en México StudioCanal, con Universal Pictures en la República Democrática Alemana y Scotia International Filmverleih en Escocia.
La película fue calificada X en Estados Unidos, pero se cortaron algunas escenas para obtener una calificación R, y fue calificada como no recomendada para menores de dieciocho años en Argentina, Chile y España.

### Locaciones

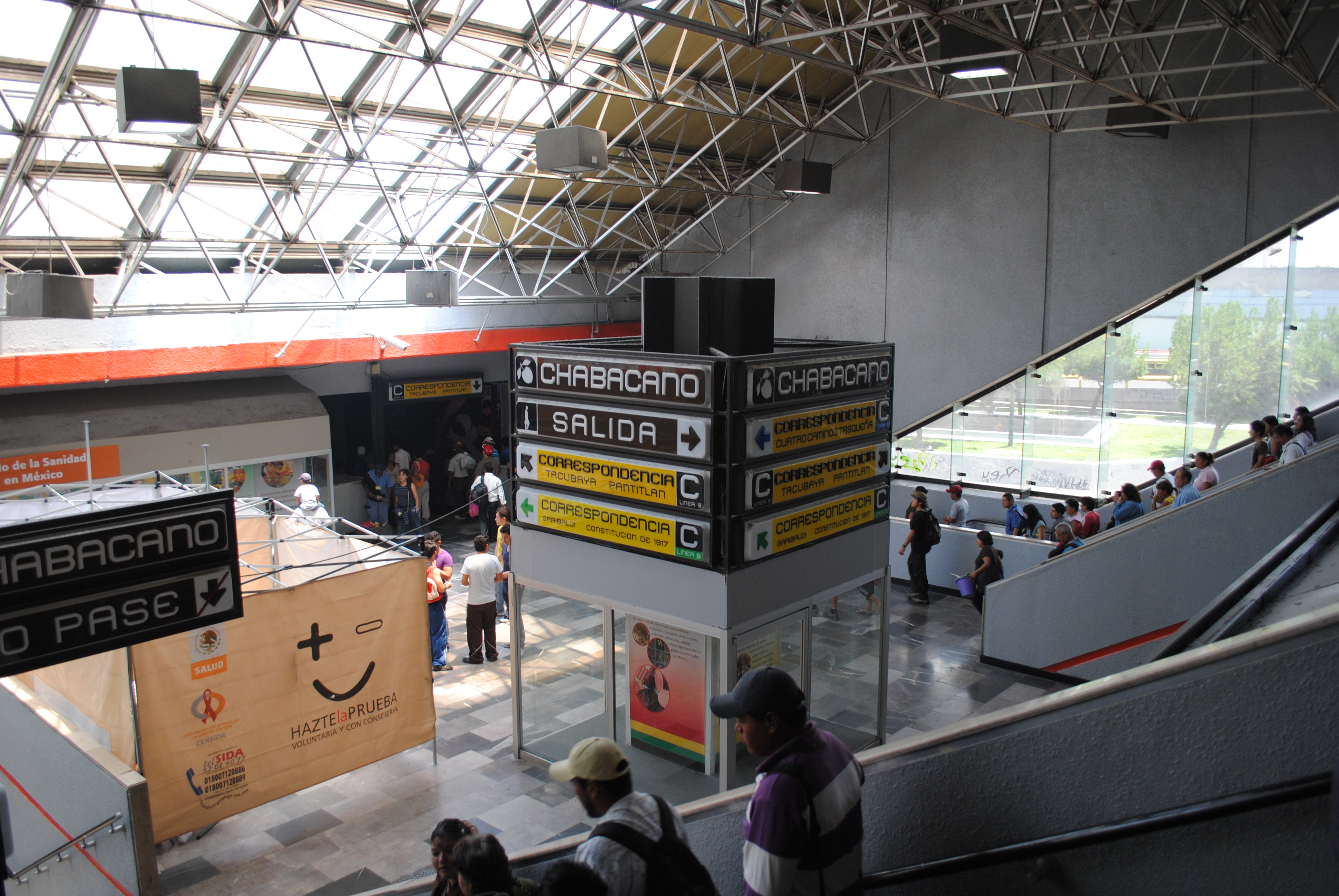
La película se rodó en su totalidad en la Ciudad de México, utilizando como localizaciones fílmicas algunos sitios de interés como las estaciones de Insurgentes y Chabacano (en la imagen) del Metro de la Ciudad de México.

Casi la totalidad de la película fue rodada en México, en concreto en la Ciudad de México, en un período de nueve meses (de febrero a noviembre de 1989), en localizaciones como la Glorieta de la estación Insurgentes de la línea 1 del Metro de la Ciudad de México. El paso a desnivel que une el actual Circuito Interior José Vasconcelos con la Avenida Chapultepec, las minas de piedra de tezontle en la Delegación Iztapalapa, la recién inaugurada estación Chabacano correspondiente a las líneas 2, 8 y 9; en el Colegio Militar al sur de la Ciudad de México, en una antigua fábrica de cemento abandonada en la zona de Tacubaya y principalmente en los Estudios Churubusco.

### Música
La banda sonora estuvo compuesta por Jerry Goldsmith y cuarenta minutos de ésta fueron sacadas a la venta por Varese Sarabande en 1990. Diez años después, la misma compañía lanzó una edición “de lujo” con una duración de setenta y un minutos.
El tema principal de la banda sonora sigue un esquema de sonidos de tambores metálicos inspirados por la banda sonora de Conan el Bárbaro. La banda sonora ha sido considerada como uno de los mejores trabajos de Jerry Goldsmith, y alabada por su mezcla de música electrónica y orquestal.

### Efectos especiales
Total Recall fue una de las últimas películas de Hollywood en hacer uso a gran escala de efectos especiales a base de miniaturas en lugar de imágenes generadas por computadora (CGI). Cinco compañías distintas (Dream Quest Images, Hunter/Gratzner Industries, Industrial Light & Magic, MetroLight Studios y Stetson Visual Services Inc.) intervinieron en el proceso. La única toma de imágenes por computadora, el esqueleto de Arnold Schwarzenegger visto en Rayos X, fue realizada por MetroLight Studios. Un año más tarde y también con Arnold Schwarzenegger en el reparto, Terminator 2: el juicio final marcó un antes y un después en el uso de imágenes generadas por computadora.
La superioridad de sus efectos especiales respecto a los del resto de películas estrenadas esa temporada hizo que la Academia de Hollywood la seleccionara como única candidata a los Premios Óscar en esa categoría, y le dio un premio especial por los especiales logros alcanzados en esta película.

## Recepción
Total Recall recaudó en total $261.299.840 dólares, más de cuatro veces su presupuesto, lo que la convirtió en un éxito de taquilla.
Las críticas destacaron los efectos especiales y el guion, aunque destacaron que la película era excesivamente violenta y el guion había sido simplificado demasiado con respecto al relato original.
Aunque la opinión mayoritaria fue buena, también existieron críticas negativas de la película que destacaron el exceso de efectos especiales, la excesiva violencia y el final muy sencillo.
En el presente la película obtiene en los portales de información cinematográfica valoraciones positivas. En IMDb obtiene una valoración de 7,5 sobre 10 con 328.741 valoraciones en ese portal. En FilmAffinity con 70.596 votos obtiene una puntuación media de 6,8 sobre 10. El sitio web Rotten Tomatoes le otorgó a la película una puntuación de 79%. Finalmente en Metacritic obtiene una puntuación media de 8,7 sobre 10 entre los usuarios de ese portal web.

## Estrenos
| País                                                                          | Fecha de estreno                |
| ----------------------------------------------------------------------------- | ------------------------------- |
| Alemania                                                                      | Jueves 26 de julio de 1990      |
| Argentina                                                                     | Jueves 27 de septiembre de 1990 |
| Australia                                                                     | Jueves 6 de diciembre de 1990   |
| Austria                                                                       | Viernes 27 de julio de 1990     |
| Bélgica                                                                       | Miércoles 17 de octubre de 1990 |
| Belice · Costa Rica · El Salvador · Guatemala · Honduras · Nicaragua · Panamá | Viernes 27 de julio de 1990     |
| Bolivia                                                                       | Martes 11 de septiembre de 1990 |
| Brasil                                                                        | Viernes 5 de octubre de 1990    |
| Chile                                                                         | Viernes 3 de agosto de 1990     |
| Colombia                                                                      | Jueves 28 de junio de 1990      |
| Corea del Sur                                                                 | Sábado 22 de diciembre de 1990  |
| Dinamarca                                                                     | Viernes 2 de noviembre de 1990  |
| Ecuador                                                                       | Miércoles 10 de octubre de 1990 |
| Egipto                                                                        | Lunes 11 de marzo de 1991       |
| España                                                                        | Viernes 10 de agosto de 1990    |
| Estados Unidos · Canadá                                                       | Viernes 1 de junio de 1990      |
| Filipinas                                                                     | Miércoles 1 de agosto de 1990   |
| Finlandia                                                                     | Viernes 14 de diciembre de 1990 |
| Francia                                                                       | Miércoles 17 de octubre de 1990 |

| País                         | Fecha de estreno                |
| ---------------------------- | ------------------------------- |
| Grecia                       | Viernes 7 de septiembre de 1990 |
| Hong Kong                    | Jueves 5 de julio de 1990       |
| Hungría                      | Jueves 23 de agosto de 1990     |
| India                        | Viernes 10 de enero de 1992     |
| Israel                       | Viernes 3 de agosto de 1990     |
| Italia                       | Jueves 13 de diciembre de 1990  |
| Jamaica                      | Miércoles 8 de agosto de 1990   |
| Japón                        | Sábado 1 de diciembre de 1990   |
| Líbano                       | Viernes 31 de agosto de 1990    |
| Malasia                      | Jueves 8 de noviembre de 1990   |
| México                       | Viernes 13 de julio de 1990     |
| Noruega                      | Jueves 1 de noviembre de 1990   |
| Nueva Zelanda                | Viernes 10 de agosto de 1990    |
| Países Bajos                 | Jueves 9 de agosto de 1990      |
| Perú                         | Jueves 18 de octubre de 1990    |
| Portugal                     | Viernes 27 de julio de 1990     |
| Reino Unido Irlanda          | Viernes 27 de julio de 1990     |
| República Checa · Eslovaquia | Jueves 9 de abril de 1992       |
| República Dominicana         | Jueves 19 de julio de 1990      |
| Rumania                      | Viernes 29 de enero de 1993     |
| Singapur                     | Jueves 8 de noviembre de 1990   |
| Sudáfrica                    | Viernes 19 de octubre de 1990   |
| Suecia                       | Viernes 7 de septiembre de 1990 |
| Suiza                        | Viernes 27 de julio de 1990     |
| Tailandia                    | Sábado 21 de julio de 1990      |
| Taiwán                       | Sábado 20 de octubre de 1990    |
| Turquía                      | Viernes 26 de octubre de 1990   |
| Uruguay                      | Jueves 1 de noviembre de 1990   |
| Venezuela                    | Miércoles 1 de agosto de 1990   |

## Reconocimientos
La película obtuvo los siguientes premios:
- Óscar a los mejores efectos visuales y premio especial por los especiales logros alcanzados en esta película, otorgado a Eric Brevig, Rob Bottin, Tim McGovern y Alex Funke.[20]
- Premio Saturn a la mejor película de ciencia ficción.[33]
- Premio Saturn al mejor vestuario, otorgado a Erica Edell Phillips.[33]
- Premio SF Chronicle a la mejor representación dramática.[34]

## Adaptaciones
Piers Anthony realizó la adaptación de la película en formato libro.
Se realizó una adaptación a videojuego dentro del género de plataformas y carreras, el cual se lanzó para los ordenadores Commodore 64, Sinclair ZX Spectrum, Amstrad CPC, Commodore Amiga y Atari ST. El juego fue desarrollado por Ocean Software. También se realizó una adaptación para la videoconsola Nintendo Entertainment System, desarrollada por Interplay Entertainment y distribuida por Acclaim Entertainment, que recibió muy malas crtíticas.
En 1999 se realizó una adaptación en forma de serie de televisión llamada Total Recall 2070, emitida por primera vez en el canal de televisión canadiense CHCH-TV y posteriormente en el estadounidense Showtime, que estaba inspirada en la película Total Recall pero con un aspecto visual influenciado por la película Blade Runner. La serie tuvo veintidós episodios, pero no tuvo éxito y no se continuó su rodaje.

## Secuela
El éxito de la película propició que los estudios quisieran rodar una secuela, supuestamente titulada Total Recall 2. Esta vez, Douglas Quaid trabajaría como policía y el guion estaría basado en otro relato de Philip K. Dick, El informe de la minoría. La secuela no se llegó a rodar, pero años más tarde se estrenó Minority Report (2002), dirigida por Steven Spielberg y protagonizada por Tom Cruise, una película que está basada precisamente en ese relato.

## Nueva versión cinematográfica
En febrero de 2009 The Hollywood Reporter anunció que Neal H. Moritz y Original Films estaban en negociaciones para desarrollar una nueva versión cinematográfica de Total Recall para Columbia Pictures. En junio de 2009, Columbia Pictures anunció que habían contratado a Kurt Wimmer para escribir el guion de la adaptación. Finalmente, el 2 de agosto de 2010, Doug Belgrad y Matt Tolmach, presidentes de Columbia Pictures, anunciaron que Len Wiseman estaba en la etapa final de negociaciones para dirigir la película. El 10 de enero de 2011 se confirmó que el actor Colin Farrell sería el protagonista y que el rodaje daría comienzo el 15 de mayo en Toronto. La cinta, estrenada en 2012, no se rodó en 3D.